# Thomas R. Csrnko
Thomas R. Csrnko  (* um 1952) ist ein pensionierter Generalmajor der United States Army. Er war unter anderem Kommandeur der United States Army John F. Kennedy Special Warfare Center and School.
Über das ROTC-Programm der Indiana University of Pennsylvania gelangte er im Jahr 1974 in das Offizierskorps des US-Heeres. Dort wurde er als Leutnant der Infanterie zugeteilt. In der Armee durchlief er anschließend alle Offiziersränge vom Leutnant bis zum Zwei-Sterne-General.
Im Lauf seiner militärischen Karriere absolvierte Csrnko verschiedene Kurse und Schulungen. Dazu gehörten unter anderem der Infantry Officer Advanced Course, der Special Forces Officer Qualification Course, das Armed Forces Staff College und das United States Army War College.
In seinen jüngeren Jahren absolvierte er den für Offiziere in den niederen Rangstufen üblichen Dienst in unterschiedlichen Einheiten und Standorten. Im Lauf seiner militärischen Karriere kommandierte er militärische Einheiten auf verschiedenen Ebenen. Außerdem war er auch Stabsoffizier bei mehreren Einheiten und Verbänden. Nachdem er zunächst in einigen Infanterieeinheiten in den Vereinigten Staaten tätig gewesen war, wurde er im Jahr 1979 Kompanieführer bei der Sondereinheit 5th Special Forces Group. Diese Position hatte er bis zum Jahr 1982 inne.
Daran schloss sich eine Versetzung nach Deutschland zur 3. Panzerdivision an, wo er zunächst in deren Stabsabteilung G1 für Personal tätig war. Danach kommandierte er die Stabskompanie (Headquarters and Headquarters Company) dieser Division. Zwischen 1985 und 1988 war er Inspekteur der United States Army John F. Kennedy Special Warfare Center and School. Anschließend war er in Fort Bragg, dem heutigen Fort Liberty, in North Carolina in den Jahren 1988 bis 1990 Stabsoffizier im 3. Bataillon der 5th Special Forces Group.
Nach seinem Studium am Armed Forces Staff College wurde Thomas Csrnko zum Stab der Joint Chiefs of Staff in Washington, D.C. versetzt. Dort war er zwischen 1990 und 1993 in dessen Abteilung J3 für Operationen in der Unterabteilung für Sondereinheiten des amerikanischen Militärs tätig. Anschließend kommandierte er von 1993 bis 1995 in Fort Campbell in Kentucky das 1. Bataillon der 5th Special Forces Group. Es folgte eine Versetzung zum Stab des III. Korps in Fort Hood, dem heutigen Fort Cavazos, in Texas. Dort leitete er die Verbindungsstelle des Korps mit den Sondereinheiten des Heeres (Chief, Special Operations Coordination Element).
Nach dem Ende dieses Auftrags studierte er bis 1997 am United States Army War College in Carlisle in Pennsylvania. Es folgte eine Versetzung zum Fort Leavenworth in Kansas, wo er zwischen Juni 1997 und Juni 1998 dem Stab des Command and General Staff Colleges angehörte. Danach erhielt er das Kommando über die 1st Special Forces Group in Fort Lewis im Bundesstaat Washington. Diese Einheit untersteht dem 1st Special Forces Command. Csrnko kommandierte die 1st Special Forces Group zwischen 1998 und dem Jahr 2000. Dann kehrte er zur United States Army John F. Kennedy Special Warfare Center and School in Fort Bragg (Fort Liberty) zurück, wo er bis zum Jahr 2001 stellvertretender Leiter dieser Einrichtung war. Zwischen 2001 und 2003 war er während des Irakkriegs Leiter der militärischen Koordinationsstelle an der amerikanischen Botschaft in Kuwait.
Als Nächstes wurde Thomas Csrnko zum United States European Command versetzt. Dort übernahm er im Jahr 2003 in Stuttgart das Kommando über United States Special Operations Command Europe (SOCEUR). Dieses Kommando hatte er zwischen dem 25. August 2003 und Juni 2006 inne. Danach kommandierte er bis 2008 das United States Army Special Forces Command. Im Juni 2008 kehrte Thomas Csrnko ein drittes Mal zur United States Army John F. Kennedy Special Warfare Center and School zurück und übernahm als Nachfolger von James W. Parker das Kommando über diese Einrichtung. Dieses Amt bekleidete er bis zum August 2010 als Bennet S. Sacolick seine Nachfolge antrat. In der Folge schied er aus dem aktiven Militärdienst aus.

## Orden und Auszeichnungen
Thomas Csrnko erhielt im Lauf seiner militärischen Laufbahn unter anderem folgende Auszeichnungen:
- Defense Superior Service Medal
- Legion of Merit
- Bronze Star Medal
- Defense Meritorious Service Medal
- Meritorious Service Medal
- Joint Service Commendation Medal
- Army Commendation Medal
- Army Achievement Medal
- Joint Service Achievement Medal